# Alsophila hermannii
Alsophila hermannii là một loài dương xỉ trong họ Cyatheaceae. Loài này được R.M.Tryon mô tả khoa học đầu tiên năm 1970.
Đây là loài đặc hữu của Philippines.